# Frank Terletzki
Frank Terletzki (n. 5 august 1950, Berlinul de Est, RDG) este un fotbalist german, medaliat olimpic. A participat la o ediție a Jocurilor Olimpice (1980) în care a câștigat o medalie de argint.

## Participări
Lista de mai jos prezintă principalele competiții la care a participat Frank Terletzki de-a lungul carierei.
- Futbol na letnih Olimpiiskih igrah 1980[*]